# Mavinasara, Sagar
Mavinasara là một làng thuộc tehsil Sagar, huyện Shimoga, bang Karnataka, Ấn Độ.